# Chmielarz
Chmielarz (niem. Hopfen-Berg, Hopfenberg) - szczyt (585 m n.p.m.) w północnej części Grzbietu Wschodniego w Górach Kaczawskich. Leży między Dłużkiem a Polanką, w grzbiecie ciągnącym się na zachód od Bukowinki poprzez Marciniec, Rogacz, Dłużek, Chmielarz, Polankę, Trzciniec, Zadorę i Lipną nad Wojcieszowem. Sam szczyt leży na południe od linii grzbietowej. Na wierzchołku występują niewielkie skałki.
Zbudowany jest ze staropaleozoicznych skał metamorficznych pochodzenia wulkanicznego - zieleńców i łupków zieleńcowych oraz pochodzenia osadowego - fyllitów, łupków albitowo-serycytowych, chlorytowo-serycytowych i kwarcowo-serycytowych, należących do metamorfiku kaczawskiego.
Szczyt jest porośnięty lasem świerkowym. Niżej rozciągają się użytki rolne.